# Albrecht Siegmund Friedrich von Barfus
Albrecht Siegmund Friedrich von Barfus auch Albrecht Siegmund Friedrich von Barfuß (* 1710; † um 1754) war ein preußischer Landrat.

## Leben
Albrecht Siegmund Friedrich von Barfus entstammte dem altmärkischen Adelsgeschlecht Barfus und war der älteste Sohn von Reichard Bernhard Friedrich von Barfus, auch Bernd Richard Friedrich von Barfuss (* 1682), Leutnant, späterer Hauptmann und Erbherr von Cunersdorf (seit 1945 Kunersdorf), und dessen Ehefrau, eine geborene von Bredow; von seinen zehn Geschwistern war sein Bruder Hennow Ludwig von Barfus, Bürgermeister und städtischer Landrat von Stargard in Pommern. Bereits sein Großvater Bernd Heinrich von Barfus († 25. September 1705) war als Landrat tätig.
Im Juli 1750 heiratete er in Wriezen Auguste Hermine Charlotte (geb. von Diringshofen); gemeinsam hatten sie drei Söhne.
Es lagen keine Hinweise auf seine schulische Ausbildung vor. Er begann im März 1729 ein Studium an der Universität Frankfurt an der Oder, betrieb aber nach Beendigung seines Studiums eine landwirtschaftliche Tätigkeit. Seit Juni 1733 war er als Adjunkt im Landratsamt des Oberbarnimschen Kreises, bevor er im August 1738, als Nachfolger des verstorbenen Johann Ludwig von Barfus, Landrat im dortigen Amt wurde.
Er wurde im März 1753 krankheitsbedingt zum Emeritus erklärt und bis Februar 1754 durch Jean Bénédict de Forestier (1716–1773) vertreten. Im Mai 1754 wurde Christoph von der Schulenburg (1712–1775) neuer Landrat.